# Русин, Назарий Орестович
Назарий Орестович Русин (укр. Назарій Орестович Русин; род. 25 октября 1998, Новояворовск, Львовская область) — украинский футболист, нападающий английского клуба «Сандерленд», выступающий на правах аренды за хорватский «Хайдук».

## Клубная карьера
Воспитанник футбольного клуба «Львов» за который выступал в ДЮФЛ с 2011 по 2015 год. 
В 2015 году перешел в «Динамо». За «Динамо» U-19 дебютировал в юношеском чемпионате 9 сентября 2015 в матче против «Говерлы» (Ужгород) (4:1), выйдя на замену на 74-й минуте матча, а на 77-й отличился забитым мячом. Всего за первый сезон забил 11 голов в 15 матчах и помог своей команде стать чемпионом Украины среди юношей. В следующем сезоне 2016/17 стал параллельно привлекаться к матчам молодёжной команды U-21, выиграв и юношеский, и молодёжный чемпионат Украины.

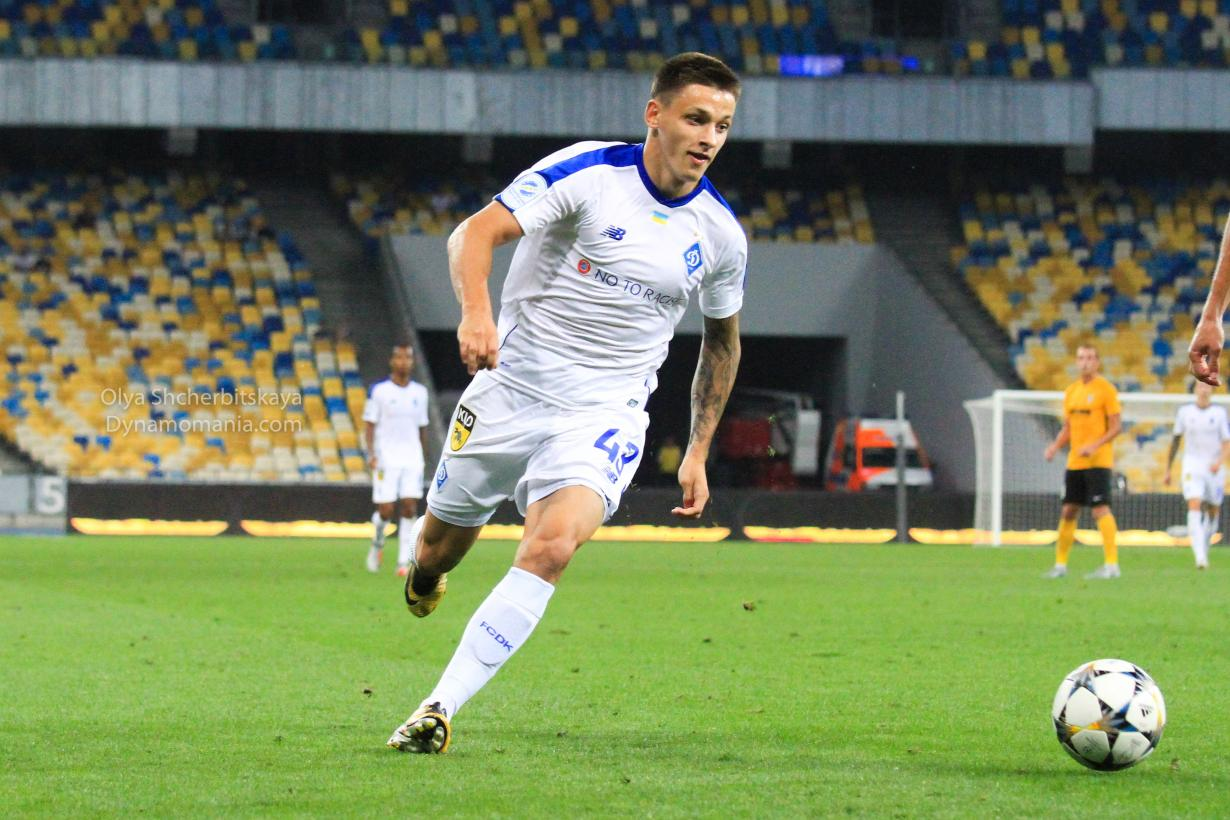
Русин в составе киевского «Динамо»

В ноябре 2017 року, после травмы форварда первой команды Артема Кравца, Русин был дозаявлен в первую команду и 23 ноября 2017 года дебютировал в матче Лиги Европы УЕФА, выйдя на замену в игре с албанским «Скендербеу» (2:3) на 71-й минуте вместо Томаша Кендзёры и на 91-й минуте забил гол. Через три дня, 26 ноября, Русин дебютировал в Премьер-лиге, в игре со «Сталью» (Каменское). 29 ноября Назарий дебютировал в матче 1/4 Кубка Украины с черниговской «Десной» и забил гол на 93-й минуте матча.
В августе 2019 года отправился в аренду в луганскую «Зарю». В дебютном поединке против «Колоса» отметился голом и голевым пасом. Весной 2021 года вместе с другим игроком «Динамо» Артёмом Шабановым был отдан в аренду в «Легию», но за основную команду сыграл только один матч в четвертьфинале Кубка Польши, также провёл один матч за резервную команду в III лиге.
1 сентября 2023 года перешёл в английский футбольный клуб «Сандерленд», подписав контракт на четыре года с возможностью продления ещё на год. 24 сентября 2023 года а матче с «Кардифф Сити» он дебютировал за клуб.

## Достижения

### Командные
«Динамо» (Киев)
- Обладатель Кубка Украины: 2019/20
- Обладатель Суперкубка Украины (2): 2018, 2019

«Легия»
- Чемпион Польши: 2020/21

«Заря» (Луганск)
- Бронзовый призёр чемпионата Украины: 2022/23

### Личные
- Лучший игрок месяца чемпионата Украины (3): август 2020, май-июнь 2023